# 663 v. Chr.
Portal Geschichte | Portal Biografien | Aktuelle Ereignisse | Jahreskalender | Tagesartikel

◄ |
8. Jahrhundert v. Chr. |
7. Jahrhundert v. Chr. |
6. Jahrhundert v. Chr. |
►

◄ | 680er v. Chr. | 670er v. Chr. | 660er v. Chr. | 650er v. Chr. |
640er v. Chr. |
►

◄◄ | ◄ | 666 v. Chr. | 665 v. Chr. | 664 v. Chr. | 663 v. Chr. |
662 v. Chr. |
661 v. Chr. |
660 v. Chr. |
► |
►►

## Ereignisse

### Politik und Weltgeschehen
Eine Invasion des Assyrische Reiches unter Assurbanipal beendet die Herrschaft der Nubier in Ägypten. Pharao Tanotamun aus der nubischen 25. Dynastie, der im Vorjahr Memphis und das Nildelta erobert hat, wird besiegt. Das nubische Kusch herrscht aber weiter über den südlichen Teil Ägyptens.